# Ordenanza real del 13 de diciembre de 1698 sobre escuelas parroquiales
La Ordenanza real del 13 de diciembre de 1698 sobre escuelas parroquiales fue una ordonnance royale promulgada por Luis XIV que obligaba a los padres a enviar a sus hijos a las escuelas parroquiales (écoles paroissiales), llamadas petites écoles ("pequeñas escuelas") hasta la edad de catorce años.
A partir de entonces las escuelas parroquiales se generalizaron.
La decisión se produjo en el contexto del Edicto de Fontainebleau que revocaba el Edicto de Nantes, es decir, el fin de la tolerancia frente a los protestantes franceses (hugonotes) que se había mantenido en mayor o menor medida desde 1598. Su objetivo declarado era conseguir que los hijos de las familias anteriormente protestantes recibieran la misma educación religiosa que los de las familias católicas.
La asistencia a estas escuelas era gratuita. La financiación se encargaba a los habitantes de las poblaciones, a las congregaciones religiosas y a legos piadosos. El maestro (maître d'école) recibía un pago de 150 libras, pago que sólo era de 100 libras en el caso de ser una maestra. El alojamiento podía ser el de una casa parroquial (presbytère).